# A Retirada Para Um Coração Bruto
A Retirada Para Um Coração Bruto é um curta-metragem brasileiro de 2017, escrito e dirigido por Marco Antônio Pereira. Ambientado no sertão de Minas Gerais, o filme é o primeiro de uma série de cinco curtas realizados por Marco Antônio Pereira na cidade de Cordisburgo. O filme foi exibido e premiado nos mais importantes festivais de cinema do Brasil. Dentre os prêmios conquistados, inclui os Kikitos de Melhor Ator, Melhor Roteiro e Melhor Trilha Musical no Festival de Gramado, e o Troféu Barroco de Melhor Curta-Metragem do Júri Popular na Mostra de Cinema de Tiradentes. O filme também concorreu ao Troféu Redentor no Festival do Rio. A antologia de curtas realizados por Marco em Cordisburgo segue com os títulos Alma Bandida, Teoria Sobre um Planeta Estranho e 4 Bilhões de Infinitos.

## Enredo
Ozório, interpretado por Manoel do Norte, é um senhor que vive sozinho em um local isolado na zona rural de Cordisburgo. Ele passa os dias ouvindo rock no rádio, enquanto vive o luto da perda de sua companheira. Até que um movimento no céu quebra sua solidão.

## Seleções
Dentre as seleções de destaque do filme em festivais, inclui-se: 
- Festival de Cinema de Gramado
- Mostra de Cinema de Tiradentes
- Festival do Rio
- Mostra do Filme Livre
- Mostra de Cinema de Gostoso
- Curta Taquary
- Olhar de Cinema - Festival Internacional de Curitiba
- Kinoforum Festival de Curtas de São Paulo
- Goiânia Mostra Curtas
- Mostra Meteoro de Curtas

## Prêmios[6]
- Melhor Curta Júri Popular - 21ª Mostra de Cinema de Tiradentes
- Melhor Roteiro - 46º Festival de Cinema de Gramado
- Melhor Ator - 46º Festival de Cinema de Gramado
- Melhor Trilha Sonora - 46º Festival de Cinema de Gramado
- Menção Honrosa - 1ª Mostra Sagarana de Cinema - Cine Barú
- Menção Honrosa - 17ª  Mostra Filme Livre
- Melhor Trilha Sonora - 2º Festival de Cinema do Paranoá
- Melhor Roteiro - 1º Festival Mimoso de Cinema
- Melhor Direção - 1º Festival Mimoso de Cinema
- Melhor Direção - 6ª Mostra Audiovisual de Dourados
- Melhor Ator - 9º Festival Goiamum Audiovisual